# Kazungula (Botswana)
Kazungula é uma vila localizada no distrito de Chobe em Botswana que fica perto dos 'Quatro Cantos da África', onde quatro países se encontram: Botswana, Namíbia, Zâmbia e Zimbabwe. Possuía, em 2011, uma população estimada de 4 133 habitantes.